# Pruebas de humo
En ingeniería de software y pruebas de software, las pruebas de humo (smoke testing en inglés) son un tipo de pruebas funcionales que consisten en una revisión rápida de un producto de software para comprobar su inicio y que no tiene defectos evidentes que interrumpan la operación básica del mismo. Son pruebas que pretenden hacer una evaluación inicial de la calidad de un producto de software previo a una recepción formal, ya sea al equipo de pruebas (quien ejecutará una batería completa de comprobaciones) o al usuario final.
El nombre es por analogía a las pruebas rudimentarias en ingeniería electrónica, en las que se comprueba que el encendido de un circuito no causa humo ni chispas